# Soho Square
Soho Square è una piazza situata nel quartiere di Soho, nella città di Londra; al suo centro c'è un parco ed un giardino risalenti al 1681. La piazza era originariamente chiamata King's Square dopo il dominio di Carlo II d'Inghilterra, la cui statua è posta al centro della piazza. Al centro del giardino c'è una capanna in legno e in muratura, che probabilmente apparteneva a un giardiniere. Durante il periodo estivo, Soho Square ospita concerti all'aperto.

## Storia

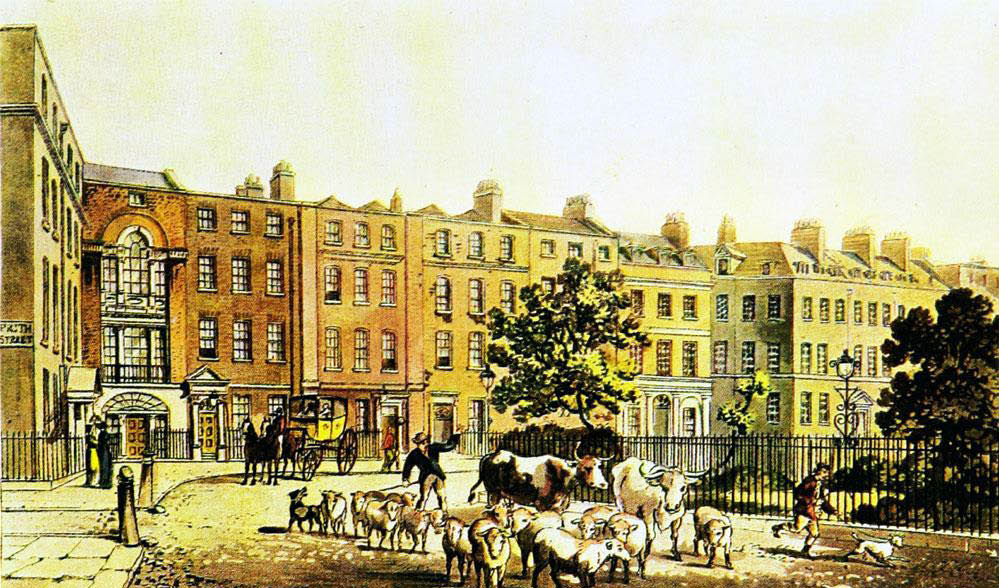
Soho Square nel 1816. A quel tempo era comune usare un animale come mezzo di trasporto.

Costruita nel tardo 1670, Soho Square aveva la reputazione di essere uno dei posti più belli dove vivere nella città di Londra. Fu dapprima chiamata King's Square, in onore a Carlo II d'Inghilterra. C'è stata nel centro della piazza anche una statua di Carlo II lavorata dallo scultore danese Caius Gabriel Cibber nel 1681.
Nel XIX secolo la statua venne descritta come "in uno stato quasi mutilato, le quali iscrizioni alla base del piedistallo sono quasi illeggibili". Nel 1875, la statua è stata rimossa e donata a Frederick Goodall, un amico dello scultore, a patto che la custodisse con cura. Goodall mise la statua su un'isoletta del suo laghetto a Grim's Dyke, la sua casa.
Fra il 1778 e il 1801 la Piazza fu ospite del "The White House brothel" ("Il Bordello della Casa Bianca").

## Soho Square oggi

### Organizzazioni
A Soho Square ci sono numerose organizzazioni di media, come il British Board of Film Classification, 20th Century Fox, MPL Communications, Tiger Aspect Productions, Wasserman Media Group e See Ticket.

### Costruzioni
Nella piazza è anche presente la chiesa di San Patrizio, una grande parrocchia romana dove sono situate numerose catacombe che continuavano sotto la piazza ed oltre.
Inoltre la piazza contiene una panchina in legno in onore a Kirsty MacColl, che scrisse la canzone "Soho Square" nel suo album Titanic Days. Dopo la sua morte nel 2000, i fan le dedicarono una panchina, con le seguenti parole incise:
(Incisione sulla panchina dedicata a Kirsty MacColl)

## Trasporti

### Metropolitana di Londra
La stazione più vicina a Soho Square è quella di Tottenham Court Road; altrimenti è possibile raggiungere la piazza anche usando le stazioni di Oxford Circus, Goodge Street e Leicester Square.

### Strade
Le strade che conducono a Soho Square, partendo da nord in senso orario, sono:
- Soho Street;
- Sutton Row;
- Greek Street;
- Batemans Buildings;
- Frith Street e
- Carlisle Street.

Inoltre è possibile raggiungere Soho Square utilizzando le seguenti autostrade:
- La A40 e
- La A400.

## Riferimenti culturali
Nel libro Racconto di due città di Charles Dickens, Lucie e suo padre vivono a Soho Square.

## Galleria d'immagini

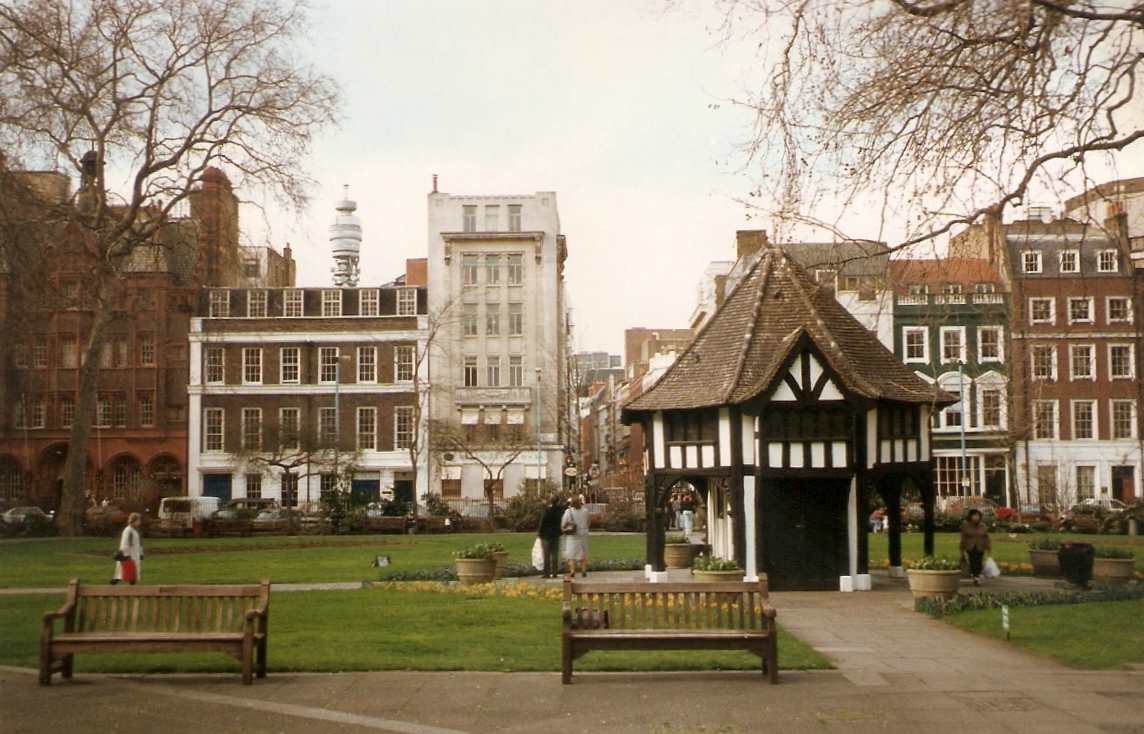
Soho Square e la capanna.
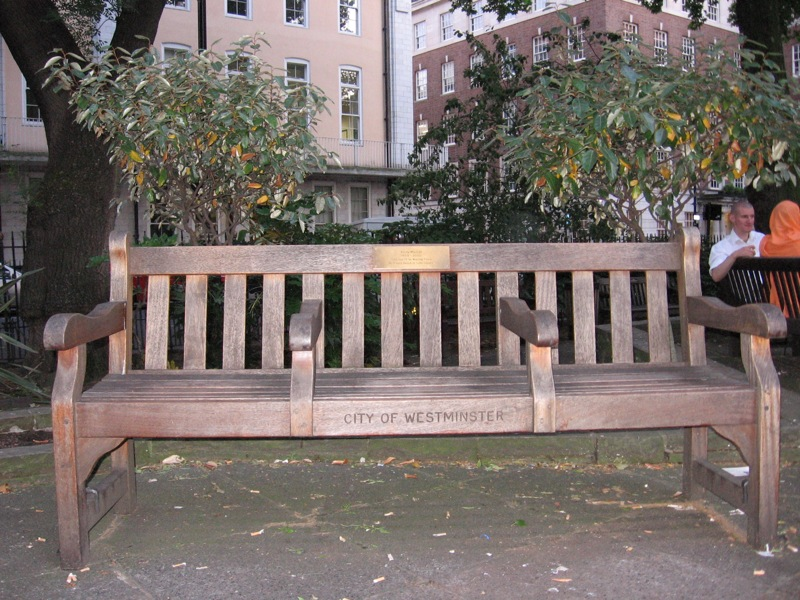
La panchina in onore a Kirsty MacColl.